# Breitenbach am Herzberg
Breitenbach am Herzberg (Breitenbach a. Herzberg) är en kommun och ort i Landkreis Hersfeld-Rotenburg i Regierungsbezirk Kassel i förbundslandet Hessen i Tyskland. De tidigare kommunerna  Breitenbach am Herzberg, Hatterode och Oberjossa bildade den nya kommunen Breitenbach am Herzberg 31 december 1971.